# Gung Negeri
Gung Negeri is een bestuurslaag in het regentschap Karo van de provincie Noord-Sumatra, Indonesië. Gung Negeri telt 11.026 inwoners (volkstelling 2010).